# Veit Fischer
Veit August Fischer (* 18. Mai 1890 in Landshut; † 30. Oktober 1966 in Prien) war ein deutscher General der Flieger der Luftwaffe im Zweiten Weltkrieg.

## Leben
Beförderungen
- 7. Juli 1909 Fähnrich
- 7. März 1912 Leutnant
- 9. Juli 1915 Oberleutnant
- 22. August 1919 Hauptmann
- 1920 Hauptmann der Polizei
- 1933 Major der Polizei
- 1. Januar 1935 Oberstleutnant
- 1. April 1936 Oberst
- 1. Januar 1939 Generalmajor
- 1. Dezember 1940 Generalleutnant
- 1. Juni 1942 General der Flieger

### Frühe Jahre und Erster Weltkrieg
Veit Fischer erhielt seine schulische Ausbildung beim Bayerischen Kadettenkorps in München und trat dann am 7. Juli 1909 als Fähnrich in die Bayerische Armee ein. Er diente in Nürnberg beim Königlich Bayerischen 8. Feldartillerie-Regiment „Prinz Heinrich von Preußen“ und wurde nach dem Besuch der Kriegsschule Anfang 1912 zum Leutnant befördert. Am 1. Oktober 1913 besuchte er dann die Bayerische Artillerie- und Ingenieurschule in München. Mit Beginn des Ersten Weltkrieges kam er dann an die Front und wurde in verschiedenen Funktionen in seinem Regiment eingesetzt. Im Frühjahr 1915 wurde er zur Königlich Bayerischen Fliegertruppe kommandiert und bis Kriegsende als Oberleutnant bei verschiedenen Einheiten der Fliegertruppe eingesetzt, so war er mit der Fliegerabteilung 304b 1917 in Palästina eingesetzt. Gegen Kriegsende war er Führer einer Fliegerabteilung und gehörte in der Folge zum Abwicklungskommando des Flugplatzes Schleißheim.

### Zwischenkriegsjahre
Vom 26. April bis 2. Mai 1919 war er Mitglied beim Freikorps Schwaben. In der Folge wurde er in die Vorläufige Reichswehr übernommen und dort im Sommer 1919 als Beobachter beim Reichswehr-Fliegerhorst Schleißheim zum Hauptmann befördert. Noch vor der Bildung des 100.000-Mann-Heeres der Reichswehr schied er 1920 aus der Armee aus und wechselte als Hauptmann der Polizei zur bayerischen Luftpolizei. 1933 wurde er zum Major der Polizei befördert. Während der Erweiterung der Reichswehr zur Wehrmacht trat er am 1. Januar 1935 unter gleichzeitiger Beförderung zum Oberstleutnant in die Luftwaffe ein. Zuerst wurde er in Lagerlechfeld eingesetzt. Am 1. April 1935 wurde er dann zum Kommandeur der Fliegerübungsstelle Gotha ernannt. Ab Juni 1935 war er Kommandeur der Fliegerübungsstelle Perleberg. Am 1. April 1936 wurde er dann unter seiner gleichzeitigen Beförderung zum Oberst zum Kommandeur der Fliegerschule Neuruppin ernannt. Am 1. März 1937 wurde er dann zum Höheren Flieger-Ausbildungs-Kommandeur III ernannt. Am 1. Oktober 1937 wurde er dann in das Reichsluftfahrtministerium (RLM) nach Berlin versetzt, zum Inspekteur der Flugzeugführerschulen ernannt und am 1. Januar 1939 zum Generalmajor befördert.

### Zweiter Weltkrieg
Nach Beginn des Zweiten Weltkrieges wurde er weiter als Inspekteur der Flugzeugführerschulen eingesetzt und am 1. Dezember 1940 zum Generalleutnant befördert. Ende Februar 1941 wurde er zum Kommandeur Luftgaustab z.b.V. 2 ernannt, der im Geheimen die Vorbereitungen der Bodenorganisation der Luftflotte 2 für den Angriff auf die Sowjetunion koordinierte. Ende Oktober 1941 wurde er dann durch die Umbenennung seines Stabes zum Kommandierenden General und Befehlshaber des Luftgau-Kommandos Moskau ernannt, dessen Gebiet den Mittelabschnitt der Ostfront umfasste. Veit Fischer wurde am 1. Juni 1942 zum General der Flieger befördert. Er stiftete 1942 die Ehrenplakette des Luftgaukommandos Moskau als nichttragbare Auszeichnung der deutschen Luftwaffe.
Am 1. April 1943 wurde er dann durch die erneute Umbenennung seines Stabes zum Befehlshaber Feldluftgau-Kommando XXVII in Smolensk ernannt. Im Spätsommer 1943 wurde er mit seinem Stab nach Minsk verlegt. Anfang Februar 1944 wurde sein Stab dann nach Priluki verlegt. Im August 1944 wurde der Stab des Feldluftgau-Kommandos XXVII in Warschau aufgelöst. Er wurde dann im August 1944 zum Befehlshaber Luftgau-Kommando VIII in Breslau ernannt. Im Februar 1945 verlegte er dann mit seinem Stab nach Prag.
Bei der Kapitulation der Wehrmacht geriet er Anfang Mai 1945 in sowjetische Gefangenschaft.  Er wurde in verschiedenen Lagern und Gefängnissen in Smolensk und Minsk festgehalten. Am 17. Dezember 1949 wurde er von einem Militärtribunal der Truppen des Innenministeriums des weißrussischen Bezirks zu 25 Jahren Lagerhaft verurteilt. Am 7. Oktober 1955 wurde er an die deutschen Behörden übergeben und freigelassen.
Er beging am 30. Oktober 1966 in Prien-Gstadt Suizid.

## Auszeichnungen
- Prinzregent-Luitpold-Medaille mit der Krone in Silber (12. März 1911)
- Eisernes Kreuz: II. Klasse  (24. September 1914) I. Klasse (27. Januar 1916)
- Bayerischer Militärverdienstorden: 4. Klasse mit Schwertern (27. Februar 1915) 4. Klasse mit Schwertern und Krone (24. Juni 1918)
- Bayerisches Flugzeugbeobachterabzeichen (Juli 1915)
- Eiserner Halbmond (Osmanisches Reich, 23. Dezember 1917)
- Liakat-Medaille mit Säbeln (Osmanisches Reich; 15. Mai 1918)
- Ritterkreuz des Hausordens von Hohenzollern mit Schwertern (3. September 1918)[3]
- Verwundetenabzeichen (1918) in schwarz
- Fliegererinnerungsabzeichen Bayern (1918)
- Ehrenkreuz des Weltkrieges mit Schwertern (1934)
- Dienstauszeichnung der Wehrmacht, 4. und 3. Klasse (12 Jahre; 2. Oktober 1936) - er erhielt 2 Auszeichnungen gleichzeitig
- Kriegsverdienstkreuz: 2. Klasse mit Schwertern (ca. 1940) 1. Klasse mit Schwertern (ca. 1942)
- Medaille Winterschlacht im Osten 1941/42 (1942)
- Deutsches Kreuz in Silber (21. Dezember 1942)[6]
- Ritterkreuz zum Kriegsverdienstkreuz mit Schwertern (15. Juli 1944)